# Louisa (filme)
Louisa (bra: Os Noivos de Mamãe; prt: Louisa) é um filme norte-americano de 1950, do gênero comédia, dirigido por Alexander Hall e estrelado por Ronald Reagan, Charles Coburn, Ruth Hussey e Spring Byington.